# Døde piger lyver ikke
Døde piger lyver ikke (originaltitel 13 Reasons Why) er en amerikansk TV-serie baseret på Jay Ashers roman Thirteen Reasons Why, og bearbejdet af Brian Yorkey for Netflix. 
Første sæson består af 13 episoder.
Alle episoder blev udgivet på Netflix 31. marts 2017.

## Handling
Clay Jensens klassekammerat, Hannah Baker, begår selvmord. To uger senere finder Clay en pakke på sit dørtrin, hvori der ligger 13 kassettebånd lavet af Hannah. I disse bånd forklarer Hannah de 13 grunde til at hun dræbte sig selv. Hvert bånd handler om en person, og det er disse personer, der får tilsendt båndene. For at Clay kan høre sit bånd, og dermed finde ud af sin rolle i hendes liv, må han lytte til båndene i rækkefølge. Disse bånd løfter sløret for mange hemmeligheder om Hannah og deres klassekammerater.

## Personer

### Hovedroller
- Dylan Minnette som Clay Jensen[5]
- Katherine Langford som Hannah Baker[5]
- Christian Navarro som Tony Padilla[5]
- Alisha Boe som Jessica Davis[5]
- Brandon Flynn som Justin Foley[5]
- Justin Prentice som Bryce Walker[5]
- Miles Heizer som Alex Standall[5]
- Ross Butler as Zach Dempsey[5]
- Devin Druid som Tyler Down[5]
- Amy Hargreaves som Lainie Jensen[6]
- Derek Luke som Kevin Porter[7]
- Kate Walsh som Olivia Baker[7]

### Tilbagevendende
- Brian d'Arcy James som Andrew "Andy" Baker[8]
- Josh Hamilton som Matt Jensen
- Michele Selene Ang som Courtney Crimsen
- Steven Silver som Marcus Cole
- Ajiona Alexus som Sheri Holland
- Tommy Dorfman som Ryan Shaver
- Sosie Bacon som Skye Miller
- Brandon Larracuente som Jeff Atkins
- Timothy Granaderos som Montgomery de la Cruz
- Steven Weber som Principal Gary Bolan
- Keiko Agena som Pam Bradley
- Mark Pellegrino som Sheriff's Deputy Standall
- Joseph C. Phillips som Mr. Davis
- Cindy Cheung som Karen Dempsey
- Henry Zaga som Brad
- Robert Gant som Todd Crimsen
- Wilson Cruz som Dennis Vasquez
- Jake Weber som Barry Walker[9]
- Brenda Strong som Nora Walker[9]
- Meredith Monroe som Carolyn[9]
- R.J. Brown som Caleb[9]
- Anne Winters som Chloe[10]
- Bryce Cass som Cyrus[10]
- Chelsea Alden som Mackenzie[10]
- Allison Miller som Sonya[10]
- Samantha Logan som Nina[10]
- Kelli O'Hara som Jackie[10]
- Ben Lawson som Rick[10]

## Episoder
| Nr. | Titel            | Instrueret af        | Skrevet af                 |
| --- | ---------------- | -------------------- | -------------------------- |
| 1 | "Bånd 1, Side A" | Tom McCarthy         | Brian Yorkey               |
| Clay Jensen finder en boks med tretten kassettebånd på sit dørtrin. Han stjæler en Walkman fra sin ven, og lytter til det første bånd. Her opdager han, at det er hans afdøde klassekammerat, Hannah Baker, der taler på båndene. Hun starter med at fortælle historien om sit første kys, Justin Foley, som spredte et rygte, hvilket startede hendes nedadgående spiral. |                  |                      |                            |
| 2 | "Bånd 1, Side B" | Tom McCarthy         | Alexander Halgren Andersen |
| 3 | "Bånd 2, Side A" | Helen Shaver         | Diana Son                  |
| 4 | "Bånd 2, Side B" | Helen Shaver         | Thomas Higgins             |
| 5 | "Bånd 3, Side A" | Kyle Patrick Alvarez | Julia Bicknell             |
| 6 | "Bånd 3, Side B" | Kyle Patrick Alvarez | Nic Sheff                  |
| 7 | "Bånd 4, Side A" | Gregg Araki          | Elizabeth Benjamin         |
| 8 | "Bånd 4, Side B" | Gregg Araki          | Kirk Moore                 |
| 9 | "Bånd 5, Side A" | Carl Franklin        | Hayley Tyler               |
| 10 | "Bånd 5, Side B" | Carl Franklin        | Nathan Louis Jackson       |
| 11 | "Bånd 6, Side A" | Jessica Yu           | Diana Son                  |
| 12 | "Bånd 6, Side B" | Jessica Yu           | Elizabeth Benjamin         |
| 13 | "Bånd 7, Side A" | Kyle Patrick Alvarez | Brian Yorkey               |

## Produktion
Tekst mangler, hjælp os med at skrive teksten